# 칼 스벤손
칼 빌헬름 스벤손(스웨덴어: Karl Wilhelm Svensson [ˈkɑːɭ ˈsvɛ̌nːsɔn][*], 1984년 3월 21일, 옌셰핑 주 옌셰핑 ~)은 스웨덴의 전직 프로 축구 선수로, 현역 시절 옌셰핑스 셰드라, IFK, 레인저스, 그리고 캉에서 중앙 수비수로 활약했다. 그는 스웨덴 국가대표팀에 1번 출전했고, 2006년 월드컵에 자국을 대표로 출전했다.

## 클럽 경력

### 초기 경력
칼 스벤손은 유년 시절에 속했던 옌셰핑스 셰드라 소속으로 프로 무대 신고식을 치럿고, 2003년 알스벤스칸 시즌을 앞두고 IFK로 이적했다. 그는 2004년 시즌에 IFK 일원으로 스벤스카 쿠펜 결승전에 올랐지만, 유르고르덴에 1-3으로 패했다. 스벤손은 이 결승전에서 경고 누적으로 퇴장당했다.

### 레인저스
스벤손은 2006년 5월 26일에 스코틀랜드 글래스고 연고의 레인저스와 비공개 이적료로 3년 계약을 체결했다. 이적료는 £600,000 정도인 것으로 보도되었다. 그는 2-1로 이긴 마더웰과의 스코티시 프리미어리그 첫 경기에서 레인저스 이적 후 첫 경기를 치렀다. 그는 레인저스 소속으로 총 27번의 스코티시 프리미어리그 경기에 출전했지만, 2007년 2월을 기점으로 출전 기회가 크게 줄어들었다.

### 캉
2007년 6월 27일, 스벤손은 프랑스 리그 1의 승격 새내기 캉과 3년 계약을 체결했다. 그러나, 그는 프랑스 무대에서 잦은 부상으로 그리 많은 출전 기회를 잡지 못했다.

### 스웨덴 무대 복귀
2009년 1월 19일, 스벤손은 전 소속 구단 IFK와 4년 계약을 체결했다. 2011년 12월 23일, 그는 스웨덴 2부 리그인 수페레탄에 속한 친정 구단 옌셰핑스 셰드라와 3년 계약을 맺었다. 스벤손은 2014년 수페레탄 시즌이 끝난 뒤 현역에서 은퇴했다.

## 국가대표팀 경력
U-17, U-19, 그리고 U-21 연령대의 스웨덴 국가대표팀에서 활약한 스벤손은 2006년 1월에 사우디아라비아를 상대로 처음이자 마지막으로 스웨덴 국가대표팀 경기를 치렀다. 그는 2006년 월드컵에 스웨덴 선수단 일원으로 승선했지만, 한 경기도 출전하지 못했다.